# D'une vie à l'autre (film, 1998)
Pour les articles homonymes, voir D'une vie à l'autre.
Pour plus de détails, voir Fiche technique et Distribution.
D'une vie à l'autre (Living Out Loud) est un film américain réalisé par Richard LaGravenese sorti en 1998.

## Synopsis
Il s'agit de l'histoire d'une riche bourgeoise, Judith Nelson, amère et névrotique, depuis que son mari, médecin, l'a délaissée pour une ravissante pédiatre plus jeune qu'elle. Un soir, dans un club de jazz, un inconnu, la prenant pour une autre, l'embrasse fougueusement. Ce baiser inopiné va réveiller Judith. Quand elle rentre dans son luxueux appartement elle regarde pour la première fois le liftier, Pat, jusqu'alors invisible, petit homme rond et mélancolique. Que peuvent avoir en commun Judith et Pat? 

## Fiche technique
- Titre : D'une vie à l'autre
- Titre original : Living Out Loud
- Réalisateur et scénariste : Richard LaGravenese
- Photographe : John Bailey
- Montage : Lynzee Klingman
- Musique : George Fenton
- Producteurs : Danny DeVito, Michael Shamberget et Stacey Sher
- Coproducteur : Eric McLeod
- Sociétés de production : Jersey Films et New Line Cinema
- Pays :  États-Unis
- Langue : anglais
- Genre : Comédie dramatique
- Durée : 100 minutes
- Date de sortie : 
  - France : 6 janvier 1999

## Distribution
- Holly Hunter: Judith Nelson
- Danny DeVito: Pat Francato
- Queen Latifah: Liz Bailey
- Richard Schiff : Phil Francato
- Gina Philips : Lisa Francato
- Elias Koteas : L'embrasseur
- Lin Shaye : L'infirmière de Lisa
- Hattie Winston : Infirmière
- Mervyn Warren : Le pianiste
- Willie Garson : Homme dans l’ascenseur
- Nick Sandow : Homme de main de Santi

## Récompense
En 1999, Danny DeVito a été nommé en vue du Chlotrudis Award du meilleur acteur pour le rôle de Pat Francato,.